# مهندسی پخش

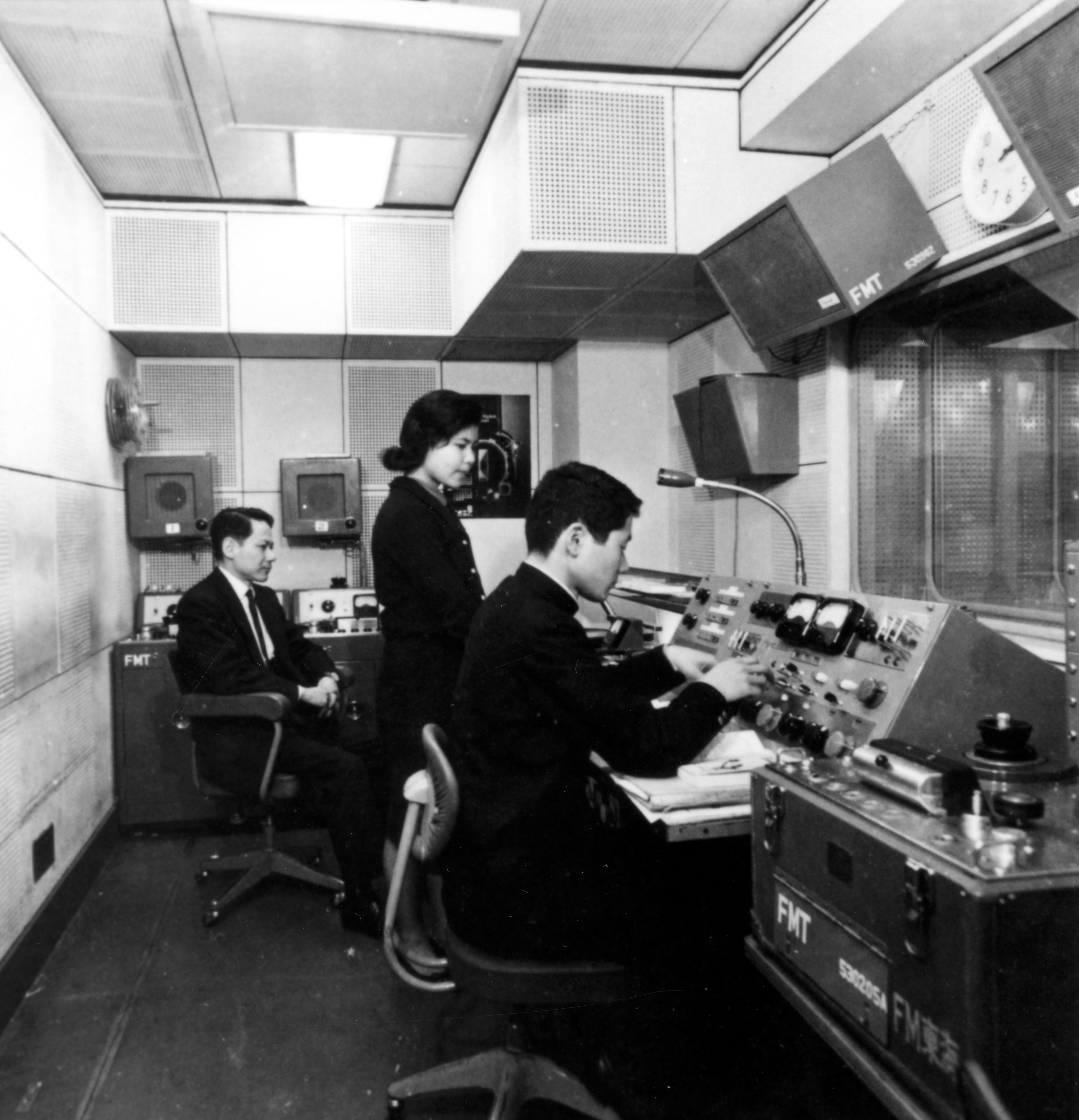
کاری برای حفظ قوانین پخش رادیو تلویزیون و ماهواره

مهندسی پخش (به انگلیسی: Broadcast engineering) نام شاخه‌ای از مهندسی برق و امروزه تا حدودی، مهندسی کامپیوتر و فناوری اطلاعات است، که با پخش رادیو و تلویزیون ارتباط دارد.
مهندسی پخش هم پایانه استودیو، پایانه فرستنده و نیز پخش‌های از راه دور را شامل می‌شود.

هر شبکه پخش یک مهندس پخش دارد، همچنین در حال حاضر ممکن است یک (مهندس پخش) از تمام گروه یک مرکز در یک شهر رفع احتیاج کند، یا یک مهندس قرارداد (حضور داشته) باشد، کسی که ضرورتاً خدماتش را به چندین مرکز (معمولاً در بازارهای چند رسانه ای کوچک) بر حسب نیاز ارائه می‌دهد.

## وظایف
امروزه وظایف یک مهندس پخش شامل نگهداری سیستم‌های اتوماسیون پخش برای استودیو و سیستم‌های انتقال اتوماتیک برای طرح فرستنده می‌شود. همچنین با توجه به دکل‌های مخابراتی، که باید با روشنایی و رنگ‌آمیزی مناسب نگهداری شوند وظایف مهمی برای این‌دسته از مهندسان وجود دارد. گاه‌وبیگاه مهندس پخش یک مرکز باید با ایرادات تداخل RF رو در رو شود، مخصوصاً بعد از این که یک مرکز تغییراتی را در امکانات فرستنده‌اش به وجود می‌آورد.

## عناوین
مهندسان پخش ممکن است بسته به سطح کاردانی و زمینهٔ تخصصشان سِمَت‌های مختلفی داشته باشند. چند عنوان استفاده شده به‌طور گسترده عبارت است از:
1. مهندس طراحی پخش
2. مهندس ادغام پخش
3. مهندس سیستم‌های پخش
4. مهندس IT پخش
5. مهندس سیستم‌های IT پخش
6. مهندس شبکه پخش
7. مهندس نگهداری پخش
8. مهندس پخش ویدئو
9. مهندس پخش استودیوی تلویزیون
10. مهندس پخش خارج
11. مهندس پخش از راه دور

## صلاحیت‌ها
ممکن است لازم باشد، بسته به محیط فنی پخش، مهندسان پخش بعضی یا همهٔ مدارج ذیل را داشته باشند. اگر یکی از صلاحیت‌های رسمی موجود نباشد، یک درجهٔ مربوطه یا تجربهٔ حرفه‌ای معادل مطلوب است.
1. مدرک در مهندسی برق
2. مدرک در مهندسی الکترونیک
3. مدرک در مهندسی ارتباطات از راه دور
4. مدرک در مهندسی کامپیوتر
5. مدرک در مدیریت سیستم اطلاعات
6. مدرک در تکنولوژی پخش
7. سطوح الف در ریاضیات یا فیزیک